# Heather Angel
Heather Grace Angel (Oxford, 9 febbraio 1909 – Santa Barbara, 13 dicembre 1986) è stata un'attrice e doppiatrice britannica.

## Biografia
Heather Angel iniziò la carriera teatrale negli anni venti, recitando all'Old Vic e durante il decennio successivo apparve in diversi film di produzione britannica, tra cui The Hound of the Baskervilles (1932).
Trasferitasi negli Stati Uniti alla metà degli anni trenta, recitò in alcuni film d'avventura incentrati sulla figura dell'investigatore privato Bulldog Drummond, interpretato da Ray Milland in La fuga di Bulldog Drummond (1937) e successivamente da John Howard. Apparve inoltre in due celebri film diretti da Alfred Hitchcock, Il sospetto (1941) e Prigionieri dell'oceano (1944). In quest'ultimo interpretò il tragico ruolo della madre suicida dopo aver visto morire il figlioletto in seguito a un naufragio.
Negli anni cinquanta prestò la propria voce in due fortunati lungometraggi animati della Disney: in Alice nel paese delle meraviglie (1951) era la sorella della protagonista, ne Le avventure di Peter Pan (1953) era la madre dei ragazzi Darling. Recitò successivamente per il piccolo schermo nella soap opera Peyton Place, nel ruolo di Mrs. Dowell, e nella serie Tre nipoti e un maggiordomo, nella parte di Miss Faversham.

## Vita privata
Heather Angel si sposò tre volte: prima con l'attore e produttore Henry Wilcoxon, dal quale divorziò; anche il secondo matrimonio, celebrato nel 1934 con l'attore Ralph Forbes, terminò nel 1941 con un divorzio.
Nel 1944, l'attrice sposò il regista Robert B. Sinclair, suo terzo marito. Sinclair sarebbe poi morto tragicamente nel 1970, assassinato da un intruso penetrato nell'abitazione della coppia, presumibilmente a scopo di rapina.
Heather Angel, che non ebbe figli da nessuno dei tre matrimoni, morì di cancro nel 1986, all'età di 77 anni.

## Filmografia

### Cinema

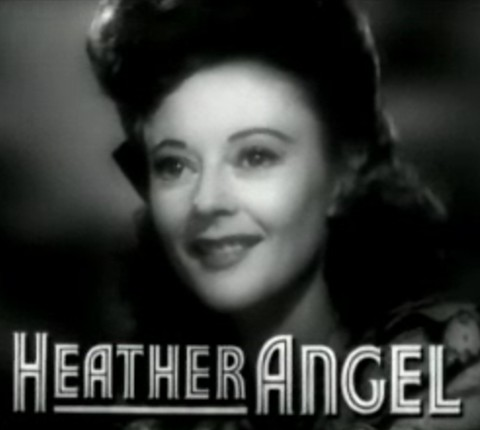
Nel film Angeli all'inferno

- La città canora (City of Song), regia di Carmine Gallone (1931)
- Night in Montmartre, regia di Leslie S. Hiscott (1931)
- Frail Women, regia di Maurice Elvey (1932)
- After Office Hours, regia di Thomas Bentley (1932)
- Self Made Lady, regia di George King (1932)
- The Hound of the Baskervilles, regia di Gareth Gundrey (1932)
- Mr. Bill the Conqueror, regia di Norman Walker (1932)
- Men of Still, regia di George King (1932)
- Pellegrinaggio (Pilgrimage), regia di John Ford (1933)
- La strana realtà di Peter Standish (Berkeley Square), regia di Frank Lloyd (1933)
- Charlie Chan's Greatest Case, regia di Hamilton MacFadden (1933)
- Early to Bed, regia di Ludwig Berger (1933)
- Orient Express, regia di Paul Martin (1934)
- L'isola degli agguati (Murder in Trinidad), regia di Louis King (1934)
- Romance in the Rain, regia di Stuart Walker (1934)
- Springtime for Henry, regia di Frank Tuttle (1934)
- Mystery of Edwin Drood, regia di Stuart Walker (1935)
- It Happened in New York, regia di Alan Crosland (1935)
- Il traditore (The Informer), regia di John Ford (1935)
- La donna dello scandalo (The Headline Woman), regia di William Nigh (1935)
- I tre moschettieri (The Three Musketeers), regia di Rowland V. Lee (1935)
- The Perfect Gentleman, regia di Tim Whelan (1935)
- Il re dei pellirosse (The Last of the Mohicans), regia di George B. Seitz (1936)
- I diavoli rossi (Daniel Boone), regia di David Howard (1936)
- The Bold Caballero, regia di Wells Root (1936)
- La fuga di Bulldog Drummond (Bulldog Drummond Escapes), regia di James P. Hogan (1937)
- L'oro del West (Western Gold), regia di Howard Bretherton (1937)
- Portia on Trial, regia di George Nichols Jr. (1937)
- The Duke Comes Back, regia di Irving Pichel (1937)
- Army Girl, regia di George Nichols Jr. (1938)
- Bulldog Drummond in Africa, regia di Louis King (1938)
- Arrest Bulldog Drummond, regia di James P. Hogan (1939)
- La squadra speciale di Bulldog Drummond (Bulldog Drummond's Secret Police), regia di James P. Hogan (1939)
- Undercover Doctor, regia di Louis King (1939)
- Bulldog Drummond's Wife, regia di James P. Hogan (1939)
- Half a Sinner, regia di Al Christie (1940)
- Orgoglio e pregiudizio (Pride and Prejudice), regia di Robert Z. Leonard (1940)
- Kitty Foyle, ragazza innamorata (Kitty Foyle), regia di Sam Wood (1940) (non accreditata)
- Shadow on the Stairs, regia di D. Ross Lederman (1941)
- Il grande ammiraglio (That Hamilton Woman), regia di Alexander Korda (1941)
- La femmina di Singapore (Singapore Woman), regia di Jean Negulesco (1941)
- Il sospetto (Suspicion), regia di Alfred Hitchcock (1941)
- The Undying Monster, regia di John Brahm (1942)
- Michael Shayne e le false monete (Time to Kill), regia di Herbert I. Leeds (1942)
- Angeli all'inferno (Cry Havoc), regia di Richard Thorpe (1943)
- Prigionieri dell'oceano (Lifeboat), regia di Alfred Hitchcock (1944)
- Three Sisters of the Moors, regia di John Larkin (1944)
- Nel frattempo, cara (In the Meantime, Darling), regia di Otto Preminger (1944)
- Suggestione (The Saxon Charme), regia di Claude Binyon (1948)
- Alice nel Paese delle Meraviglie (Alice in Wonderland), regia di Clyde Geronimi e Wilfred Jackson (1951) - voce
- Le avventure di Peter Pan (Peter Pan), regia di Clyde Geronimi e Wilfred Jackson (1953) - voce
- Sepolto vivo (The Premature Burial), regia di Roger Corman (1962)
- Gone with the West, regia di Bernard Girard (1975)

### Televisione
- Perry Mason – serie TV, episodio 2x02 (1958)
- The Further Adventures of Ellery Queen – serie TV, episodio 1x07 (1958)
- Lawman – serie TV, 1 episodio (1961)
- Mr. Novak – serie TV, episodio 1x25 (1964)
- Peyton Place – soap opera, 6 puntate (1965)
- Il grande teatro del West (The Guns of Will Sonnett) – serie TV, 1 episodio (1968)
- Tre nipoti e un maggiordomo (Family Affair) – serie TV, 18 episodi (1966-1971)
- Sulle strade della California (Police Story) – serie TV, 1 episodio (1975)

## Doppiatrici italiane
Nelle versioni in italiano delle opere in cui ha recitato, Heather Angel è stata doppiata da:
- Lia Orlandini in Il traditore
- Wanda Tettoni in Prigionieri dell'oceano
- Zoe Incrocci in Orgoglio e pregiudizio (1º ridoppiaggio 1949)
- Renata Marini in Sepolto vivo
- Laura Gianoli in Michael Shayne e il mistero delle false monete (doppiaggio tardivo)

Da doppiatrice è sostituita da:
- Dhia Cristiani in Alice nel Paese delle Meraviglie
- Renata Marini in Le avventure di Peter Pan (ed. 1953)
- Rossella Izzo in Le avventure di Peter Pan (ed. 1986)